# Live at the Olympia 96
Live at the Olympia 96 è un doppio album dal vivo dei Deep Purple, pubblicato nel 1997.
Il lavoro è stato realizzato dopo le registrazioni di Purpendicular, ed è il primo album dal vivo con Steve Morse alla chitarra dopo l'abbandono di Ritchie Blackmore.
L'album è stato registrato a Parigi, e contiene brani del Mark II e di Purpendicular.
I cori del pubblico "owowowo", presenti nel finale del brano Highway Star, sono stati campionati da Usher e will.i.am per il loro singolo OMG del 2010.

## Tracce

### CD 1
1. Fireball - 4:48 - (Blackmore-Lord-Paice-Gillan-Glover)
2. Maybe I'm a leo - 5:18 - (Blackmore-Lord-Paice-Gillan-Glover)
3. Ted the Mechanic - 4:21 - (Morse-Lord-Paice-Gillan-Glover)
4. Pictures of home - 5:58 - (Blackmore-Lord-Paice-Gillan-Glover)
5. Black night - 6:28 - (Blackmore-Lord-Paice-Gillan-Glover)
6. Cascades:I'm not your lover - 10:08 - (Morse-Lord-Paice-Gillan-Glover)
7. Sometimes I feel like screaming - 7:03 - (Morse-Lord-Paice-Gillan-Glover)
8. Woman from Tokyo - 5:34 - (Blackmore-Lord-Paice-Gillan-Glover)
9. No one came - 6:03 - (Blackmore-Lord-Paice-Gillan-Glover)
10. The Purpendicular Waltz - 5:02 - (Morse-Lord-Paice-Gillan-Glover)

### CD 2
1. Rosa's Cantina - 5:53 - (Morse-Lord-Paice-Gillan-Glover)
2. Smoke on the water - 9:00 - (Blackmore-Lord-Paice-Gillan-Glover)
3. When a blind man cries - 6:54 - (Blackmore-Lord-Paice-Gillan-Glover)
4. Speed king - 9:22 - (Blackmore-Lord-Paice-Gillan-Glover)
5. Perfect strangers - 6:11 - (Blackmore-Lord-Paice-Gillan-Glover)
6. Hey Cisco - 5:50 - (Morse-Lord-Paice-Gillan-Glover)
7. Highway star - 8:50 - (Blackmore-Lord-Paice-Gillan-Glover)

## Formazione
- Ian Gillan - voce, armonica a bocca
- Steve Morse - chitarra
- Roger Glover - basso, voce
- Jon Lord - tastiere
- Ian Paice - batteria